# Fernão Sanches de Tovar
Fernão Sanches de Tovar (Fernando Sánchez de Tovar) († Lisboa, 1384) foi um militar e almirante de Castela.
Sucedeu ao genovês Ambrósio Bocanegra[carece de fontes?] à frente do Almirantado de Castela. Derrotou a esquadra portuguesa na batalha da ilha de Saltes, travada em 17 de julho de 1381 perto de Huelva, no contexto das guerras fernandinas. Mais tarde viria a falecer em Lisboa, vitimado pela peste, durante o cerco que João I veio colocar à capital portuguesa.[carece de fontes?]